# Malta's Top Model
Malta's Top Model là một chương trình truyền hình thực tế của Malta. Nó được phát sóng trên kênh Favourite Channel từ tháng 9 đến tháng 12 năm 2009. Chương trình chứng kiến một số thí sinh tham vọng cạnh tranh để giành danh hiệu Malta's Top Model với hy vọng cho một sự nghiệp thành công trong ngành người mẫu.
Cuộc thi được host bởi người mẫu kiêm hoa hậu Claire Amato, người cũng là giám khảo chính của chương trình. Các thành viên khác của ban giám khảo đã là đạo diễn casting Alan J. Darmanin và giám đốc sáng tạo Jeff Francalanza.
Cuộc thi bắt đầu với 20 thí sinh và đã được giảm xuống còn 14 người của cuộc thi. Trong số 14 thí sinh lọt vào cuộc thi là Miss Earth Malta 2008 Maria Elena Galea đã dừng cuộc thi ngay sau khi lựa chọn cuối cùng và một thí sinh chuyển giới là Denise Dalton. 13 thí sinh cuối sẽ thi đấu với nhiều thử thách và chụp ảnh, và mỗi tuần sẽ có một thí sinh đã bị loại. Ngoài ra, người xem có thể bỏ phiếu cho các cô gái yêu thích của họ mỗi tuần cho mỗi tin nhắn SMS.
Người chiến thắng trong cuộc thi là Audrienne Debono, 17 tuổi từ Birżebbuġa. Cô giành được:
- Một hợp đồng người mẫu với Stand Out Model Management ở Luân Đôn trong 1 năm
- Lên ảnh bìa tạp chí Beauty Maltese
- Một hợp đồng với mỹ phẩm Golden Rose
- Một bộ váy thiết kế từ Charles & Ron
- Giải thưởng tiền mặt trị giá €500

## Mùa
| Mùa | Phát sóng           | Quán quân        | Á quân         | Các thí sinh theo thứ tự bị loại | Tổng số thí sinh |
| --- | ------------------- | ---------------- | -------------- | --- | ---------------- |
| 1   | 29 tháng 9 năm 2009 | Audrienne Debono | Sanaa Rizgalla | Maria Galea (dừng cuộc thi), Roweida Lazumi, Wilhelmina Farrugia, Joanne Cutajar, Adryana Azzopardi, Allison Attard, Alexya Fenech, Denise Dalton, Kristine Mifsud, Charleen Buttigieg, Thays Buhagiar, Zerry Zerafa | 14               |

## Các thí sinh
(Tuổi tính từ ngày dự thi)
| Thí sinh            | Tuổi | Chiều cao              | Quê quán       | Bị loại ở | Hạng         |
| ------------------- | ---- | ---------------------- | -------------- | --------- | ------------ |
| Maria Galea         | 20   | 173 cm (5 ft 8 in)     | Valletta       | Tập 2     | 14 (bỏ cuộc) |
| Roweida Lazumi      | 19   | 160 cm (5 ft 3 in)     | Birkirkara     | Tập 2     | 13           |
| Wilhelmina Farrugia | 15   | 170 cm (5 ft 7 in)     | Birżebbuġa     | Tập 3     | 12           |
| Joanne Cutajar      | 21   | 157 cm (5 ft 2 in)     | Safi           | Tập 4     | 11           |
| Adryana Azzopardi   | 21   | 176 cm (5 ft 9+1⁄2 in) | Birkirkara     | Tập 5     | 10           |
| Allison Attard      | 17   | 164 cm (5 ft 4+1⁄2 in) | Naxxar         | Tập 6     | 9            |
| Alexya Fenech       | 21   | 168 cm (5 ft 6 in)     | Sliema         | Tập 7     | 8            |
| Denise Dalton       | 17   | 170 cm (5 ft 7 in)     | Cospicua       | Tập 8     | 7            |
| Kristine Mifsud     | 17   | 178 cm (5 ft 10 in)    | Fgura          | Tập 9     | 6            |
| Charleen Buttigieg  | 23   | 168 cm (5 ft 6 in)     | Naxxar         | Tập 10    | 5            |
| Thays Buhagiar      | 19   | 164 cm (5 ft 4+1⁄2 in) | Żabbar         | Tập 11    | 4            |
| Zerry Zerafa        | 18   | 160 cm (5 ft 3 in)     | St. Paul's Bay | Tập 12    | 3            |
| Sanaa Rizgalla      | 25   | 160 cm (5 ft 3 in)     | Msida          | Tập 12    | 2            |
| Audrienne Debono    | 17   | 180 cm (5 ft 11 in)    | Birżebbuġa     | Tập 12    | 1            |

## Kết quả
| Thứ tự | Tập        | Tập        | Tập       | Tập       | Tập       | Tập       | Tập       | Tập       | Tập       | Tập       | Tập         | Tập       |  |
| Thứ tự | 2          | 3          | 4         | 5         | 6         | 7         | 8         | 9         | 10        | 11        | 12          | 12        |  |
| ------ | ---------- | ---------- | --------- | --------- | --------- | --------- | --------- | --------- | --------- | --------- | ----------- | --------- |  |
| 1      | Sanaa      | Charleen   | Sanaa     | Audrienne | Kristine  | Sanaa     | Charleen  | Sanaa     | Thays     | Zerry     | Audrienne   | Audrienne |  |
| 2      | Joanne     | Zerry      | Charleen  | Kristine  | Zerry     | Audrienne | Zerry     | Thays     | Sanaa     | Audrienne | Sanaa Zerry | Sanaa     |  |
| 3      | Thays      | Denise     | Kristine  | Sanaa     | Audrienne | Thays     | Thays     | Zerry     | Zerry     | Sanaa     | Sanaa Zerry | Zerry     |  |
| 4      | Denise     | Alexya     | Alexya    | Allison   | Sanaa     | Charleen  | Kristine  | Audrienne | Audrienne | Thays     |             |           |  |
| 5      | Zerry      | Allison    | Thays     | Denise    | Thays     | Kristine  | Sanaa     | Charleen  | Charleen  |           |             |           |  |
| 6      | Audrienne  | Audrienne  | Allison   | Zerry     | Denise    | Denise    | Audrienne | Kristine  |           |           |             |           |  |
| 7      | Adryana    | Sanaa      | Zerry     | Thays     | Charleen  | Zerry     | Denise    |           |           |           |             |           |  |
| 8      | Wilhelmina | Thays      | Audrienne | Alexya    | Alexya    | Alexya    |           |           |           |           |             |           |  |
| 9      | Alexya     | Joanne     | Denise    | Charleen  | Allison   |           |           |           |           |           |             |           |  |
| 10     | Kristine   | Adryana    | Adryana   | Adryana   |           |           |           |           |           |           |             |           |  |
| 11     | Charleen   | Kristine   | Joanne    |           |           |           |           |           |           |           |             |           |  |
| 12     | Allison    | Wilhelmina |           |           |           |           |           |           |           |           |             |           |  |
| 13     | Roweida    |            |           |           |           |           |           |           |           |           |             |           |  |
| 14     | Maria      |            |           |           |           |           |           |           |           |           |             |           |  |

     Thí sinh bị loại
     Thí sinh được miễn loại
     Thí sinh không bị loại khi rơi vào cuối bảng
     Thí sinh chiến thắng cuộc thi
- Tập 1 là tập casting, Maria dừng cuộc thi nên đưa số lượng thí sinh xuống thành 13.
- Trong tập 2, Sanaa vắng mặt trong phòng đánh giá vì lý do cá nhân.
- Trong phần đầu của tập 12, Sanaa & Zerry rơi vào cuối bảng nhưng không bị loại.

### Buổi chụp ảnh
- Tập 1: Đồ bơi (casting)
- Tập 2: Manơcanh theo nhóm
- Tập 3: Các thể loại âm nhạc
- Tập 4: Ảnh chân dung vẻ đẹp với màu sắc
- Tập 5: Ảnh trắng đen áo tắm ở bãi biển
- Tập 6: Tạo dáng ở sân chơi
- Tập 7: Tạo dáng ở 1 nơi trong căn hộ
- Tập 8: Tâm trạng buồn
- Tập 9: Tạo dáng trong quán bar với người mẫu nam
- Tập 10: Tạo dáng trên không trung với bộ đồ vải tự làm
- Tập 11: Cô dâu
- Tập 12: Quảng cáo và ảnh quảng cáo cho mỹ phẩm Golden Rose

### Diện mạo mới
- Adryana: Cắt đều và xoăn lên
- Alexia: Tóc vẫy sóng đều với tầng
- Allison: Tóc bob
- Audrienne: Tóc mohawk vàng trắng
- Charlene: Nhuộm màu nâu đỏ và cắt tầng
- Christine: Cắt đều tới vai và mái ngố dày hơn
- Denise: Cắt ngắn 1 khúc và tẩy lông ngực
- Sanaa: Tóc nhiều bím nhỏ xoăn xù
- Thays: Tóc ngang vai vẫy sóng
- Zerry: Nhuộm màu vàng bạch kim với mái ngố